# 750 هـ
750 هـ هي سنة في التقويم الهجري امتدت مقابلةً في التقويم الميلادي بين سنتي 1349 و1350.

## مواليد
- ابن دقماق

## وفيات
- ابن التركماني
- ابن ليون التجيبي
- تقي الدين الأخنائي
- حمد الله المستوفي
- صفي الدين الحلي
- ضياء الدين النخشبي
- الفاضل اليمني
- أرغون شاه

- المؤرخ حمد الله المستوفى القزويني